# Чемпионат Европы по плаванию в ластах 1983
11-й чемпионат Европы по плаванию в ластах прошёл в венгерском городе Дунауйварош с 18 по 21 августа 1983 года.

## Медалисты

### Мужчины
| Дисциплина         | Золото                                                                           | Золото   | Серебро                                                  | Серебро  | Бронза                                                        | Бронза   |
| ------------------ | -------------------------------------------------------------------------------- | -------- | -------------------------------------------------------- | -------- | ------------------------------------------------------------- | -------- |
| 50 м, ныряние      | Алексей Жуков · СССР                                                             | 16.40    | Юрген Коленда ФРГ                                        | 16.90    | Дмитрий Олейников · СССР                                      | 16.96    |
| 100 м, в ластах    | Алексей Жуков · СССР                                                             | 38.67    | Юрген Коленда ФРГ                                        | 39.95    | Дмитрий Олейников · СССР                                      | 40.57    |
| 200 м, в ластах    | Алексей Жуков · СССР                                                             | 1:28.18  | Сергей Талаленко · СССР                                  | 1:28.50  | Юрген Коленда ФРГ                                             | 1:28.87  |
| 800 м, в ластах    | Сергей Талаленко · СССР                                                          | 6:41.06  | Александр Кочетков · СССР                                | 6:51.99  | З. Свозил · Чехословакия                                      | 6:58.42  |
| 1500 м, в ластах   | Сергей Талаленко · СССР                                                          | 12:56.27 | Паоло Вандини · Италия                                   | 13:19.98 | Александр Кочетков · СССР                                     | 13:20.80 |
| 100 м, в акваланге | Алексей Жуков · СССР                                                             | 37.01    | Виктор Шевков · СССР                                     | 38.04    | Г. Элерт · ГДР                                                | 38.51    |
| 400 м, в акваланге | Виктор Шевков · СССР                                                             | 3:04.43  | Алексей Семёнов · СССР                                   | 3:06.38  | Р. Яникке · ГДР                                               | 3:12.81  |
| 800 м, в акваланге | Алексей Семёнов · СССР                                                           | 6:27.81  | Виктор Шевков · СССР                                     | 6:40.22  | Р. Яникке · ГДР                                               | 6:47.03  |
| эстафета 4×100 м   | Сергей Талаленко · Дмитрий Олейников · Александр Кочетков · Алексей Жуков · СССР | 2:42.01  | С. Бертрам С. Грютцмахер Клеменс Франк Юрген Коленда ФРГ | 2:45.24  | Р. Лолли · С. Сеццолини · Г. Бертоли · Г. Галантуччи · Италия | 2:47.01  |
| эстафета 4×200 м   | Сергей Талаленко · Александр Кочетков · Дмитрий Олейников · Алексей Жуков · СССР | 6:08.03  | С. Бертрам А. Хайникке Клеменс Франк Юрген Коленда ФРГ   | 6:15.73  | Б. Мау · Р. Гётце · Р. Яникке · Г. Элерт · ГДР                | 6:21.34  |

### Женщины
| Дисциплина         | Золото                                                                             | Золото   | Серебро                                                                  | Серебро  | Бронза                                                                    | Бронза   |
| ------------------ | ---------------------------------------------------------------------------------- | -------- | ------------------------------------------------------------------------ | -------- | ------------------------------------------------------------------------- | -------- |
| 50 м, ныряние      | Елена Октябрьская · СССР                                                           | 19.42    | Н. Марьянова · СССР                                                      | 19.73    | Марцела Дуфкова · Чехословакия                                            | 19.85    |
| 100 м, в ластах    | Елена Октябрьская · СССР                                                           | 44.62    | Эржебет Хермановски · Венгрия                                            | 46.61    | Н. Марьянова · СССР                                                       | 47.27    |
| 200 м, в ластах    | Елена Октябрьская · СССР                                                           | 1:38.70  | Светлана Успенская · СССР                                                | 1:40.04  | Эржебет Хермановски · Венгрия                                             | 1:41.18  |
| 400 м, в ластах    | Светлана Успенская · СССР                                                          | 3:32.94  | Анна-Мария Рушон · Франция                                               | 3:34.20  | Мария Степанова · СССР                                                    | 3:37.49  |
| 800 м, в ластах    | Светлана Успенская · СССР                                                          | 7:22.42  | Анна-Мария Рушон · Франция                                               | 7:25.40  | Мария Степанова · СССР                                                    | 7:25.47  |
| 1500 м, в ластах   | Светлана Успенская · СССР                                                          | 14:09.77 | Анна-Мария Рушон · Франция                                               | 14:12.07 | Мария Степанова · СССР                                                    | 14:24.00 |
| 100 м, в акваланге | Елена Октябрьская · СССР                                                           | 42.33    | Н. Марьянова · СССР                                                      | 43.21    | Марцела Дуфкова · Чехословакия                                            | 45.62    |
| 400 м, в акваланге | Светлана Киреева · СССР                                                            | 3:24.40  | Н. Гревенко СССР                                                         | 3:27.95  | Анна-Мария Рушон · Франция                                                | 3:32.11  |
| Эстафета 4×100 м   | Елена Октябрьская · Светлана Киреева · Н. Марьянова · Светлана Успенская · СССР    | 3:03.17  | Ева Фабо · Каталин Хорват · Эржебет Сабо · Эржебет Хермановски · Венгрия | 3:09.95  | Р. Бетге · И. Хеккер · Й. Бом · А. Розе · ГДР                             | 3:11.97  |
| Эстафета 4×200 м   | Светлана Успенская · Мария Степанова · Светлана Киреева · Елена Октябрьская · СССР | 6:61.18  | Е. Императори · П. Монтабоне · Б. Нанни · М. Кроветти · Италия           | 6:59.01  | Ева Фабо · Эржебет Сабо · Эдит Гинсцингер · Эржебет Хермановски · Венгрия | 7:02.96  |